# Helicopsyche arma
Helicopsyche arma är en nattsländeart som beskrevs av Kjell Arne Johanson 1999. Helicopsyche arma ingår i släktet Helicopsyche och familjen Helicopsychidae. Inga underarter finns listade i Catalogue of Life.